# Potsdamer Schweresystem
Das Potsdamer Schweresystem (engl.: Potsdam system) hatte zwischen 1909 und 1971 eine internationale Bedeutung als Referenz mit hoher Genauigkeit für gravimetrische Schwerewerte.
Friedrich Robert Helmert prägte die Arbeiten des Königlich Preußischen Geodätischen Instituts in Potsdam von 1886 bis 1917. Ein Schwerpunkt seiner Arbeit war die Erforschung und Beschreibung der Erdfigur als Äquipotentialfläche der Schwere im Meeresniveau (Geoid). Die verschiedensten gravimetrischen Arbeiten hatten daher eine große Bedeutung. Nach dem Statut des Geodätischen Instituts von 1887 war diesem u. a. die Aufgabe zugewiesen, „Bestimmungen der Intensität der Schwere an möglichst vielen Punkten“ auszuführen.
In dem neuen Gebäude des Geodätischen Instituts auf dem Telegrafenberg in Potsdam war im Inneren des Gebäudes ein temperaturstabilisierter Raum, der Pendelsaal, mit einem Doppelpfeiler für Reversionspendelmessungen und drei weiteren Pfeilern für Messungen mit Relativpendelgeräten eingerichtet worden. Helmert beauftragte 1898 Friedrich Kühnen und Philipp Furtwängler mit der Ausführung von Reversionspendelmessungen; insgesamt wurden dazu fünf hochpräzise Pendel genutzt. Aus den zwischen 1898 und 1904 ausgeführten Messungen leiteten Kühnen und Furtwängler als Endergebnis den bekannten Wert
g = 981,274 ±0,003 cm/s² (Potsdamer Fundamentalkonstante)
bezogen auf die Höhe „87 m über dem Meeresniveau“ ab.
1909 wurde von Helmert – nach einem Bericht von Professor Emil Borraß – auf der Konferenz der Internationalen Erdmessung in Cambridge (Großbritannien) das Potsdamer Schweresystem mit dem von Kühnen und Furtwängler bestimmtem Absolutwert, bezogen auf den Ort dieser Messungen, als internationaler Referenzwert eingeführt. Dieser von der Konferenz genehmigte Wert war das erste international verwendete Schwerereferenzsystem und legte ein absolutes Schwereniveau mit Bezug zu dem Potsdamer Referenzpunkt im Pendelsaal fest. Bis dahin war – seit 1892 – zunächst ein Wiener Schweresystem als Absolutreferenz mit dem durch Robert von Sterneck, Theodor von Oppolzer und von Orff bestimmten absoluten Werte der Schwerkraft für Wien benutzt worden.
Reversionspendelmessungen von Paul R. Heyl und Guy S. Cook von 1934 bis 1935 am National Bureau of Standards in Washington, D.C. (USA) und J. S. Clark von 1936 bis 1938 am National Physical Laboratory in Teddington (Großbritannien) deuteten schon mit Differenzen von −0,020 cm/s² bzw. −0,0138 cm/s² auf einen größeren systematischen Fehler im Potsdamer Bezugswert hin.
Die folgenden internationalen Aktivitäten zur Korrektur des Potsdamer Schweresystems zogen sich bis Anfang der 1970er Jahre hin. Durch Empfehlung der 15. Generalversammlung der Internationalen Union für Geodäsie und Geophysik (IUGG) in Moskau wurde das Potsdamer System durch ein Internationales Schwere-Standard-Netz (International Gravity Standardization Net – IGSN 71) abgelöst; in diesem blieb Potsdam als eine von insgesamt 1854 Stationen enthalten. Die Schwerewerte des Potsdamer Schwersystems sind nach neueren Messungen und damit auch gegenüber z. B. dem IGSN71 um ca. 140 bis 150 μm/s² zu groß. Die letztendliche Ursache für diese Diskrepanz konnte bis zum heutigen Tag nicht völlig zweifelsfrei geklärt werden.